# Steve Atwater
Pour les articles homonymes, voir Atwater.
Pro Football Hall of Fame 2020
(en) Statistiques sur pro-football-reference
Stephen Dennis « Steve » Atwater, né le 28 octobre 1966 à Chicago, est un joueur américain de football américain.
Ce safety a joué pour les Broncos de Denver (1989–1998) et les Jets de New York (1999) en National Football League (NFL).